# دهستان چنانه
دهستان چنانه نام دهستانی در بخش فتح‌المبین شهرستان شوش، استان خوزستان در ایران است. بر اساس سرشماری مرکز آمار ایران در سال ۱۳۸۵، جمعیت آن ۵۸۴۹ نفر (۸۱۴ خانوار) بوده‌است.